# یواس‌اس ناچز (پی‌اف-۲)
یواس‌اس ناچز (پی‌اف-۲) (به انگلیسی: USS Natchez (PF-2)) یک کشتی بود که طول آن ۳۰۱ فوت ۶ اینچ (۹۱٫۹۰ متر) بود. این کشتی در سال ۱۹۴۲ ساخته شد.